# Equazione di Fisher (economia)
L'equazione di Fisher in matematica finanziaria e economia stima la relazione tra tasso di inflazione atteso, tasso d'interesse nominale e tasso d'interesse reale. 

Questa equazione prende il nome da Irving Fisher famoso per i suoi lavori sulla teoria del tasso di interesse e dei Numeri indici. Simili equazioni esistevano ai tempi di Fisher, ma si deve all'economista statunitense la proposta di un migliore grado di approssimazione, qui di seguito illustrata.

## Applicazioni dell'equazione
L'equazione è principalmente usata per calcolare lo Yield to Maturity ovvero il rendimento alla scadenza di un titolo, in presenza di inflazione positiva.
In campo finanziario questa equazione è usata principalmente per il calcolo dei rendimenti delle obbligazioni o il tasso di rendimento di investimenti. In campo economico questa equazione è usata per predire i comportamenti dei tassi nominali e dei tassi reali.
Indicando con rr il tasso d'interesse reale, con rn il tasso d'interesse nominale e con π il tasso di inflazione attesa (tutti in composizione semplice) si ha la seguente relazione esatta
{\displaystyle \ 1+r_{r}={\frac {1+r_{n}}{1+\pi }}}.
Nel limite in cui i tassi di interesse sono piccoli si ottiene la seguente relazione approssimata
{\displaystyle \ r_{n}=r_{r}+\pi }.
Tale equazione è usata sia per analisi ex ante (prima) o ex post (dopo).

## Derivazione
Da
{\displaystyle \ 1+r_{n}=(1+r_{r})(1+\pi )}
segue
{\displaystyle \ 1+r_{n}=1+r_{r}+\pi +r_{r}\pi }
e quindi
{\displaystyle \ r_{n}=r_{r}+\pi +r_{r}\pi .}
Nel limite di tassi piccoli il fattore {\displaystyle \ r_{r}\pi } è trascurabile rispetto ai precedenti, per cui si ottiene il risultato
{\displaystyle \ r_{n}=r_{r}+\pi }.

## Esempio
Considerando il tasso di rendimento del Buono del Tesoro inglese (scadenza 7 marzo 2036 - cedola 4,25%) con Yield to Maturity pari al 3,81% per anno: supponendo di scomporlo in un tasso d'interesse reale del 2% e una inflazione attesa del 1,775% (senza premio per il rischio, essendo i treasury bond considerati privi di rischio), la formula esatta dà:
1,02 x 1,01775 = 1,0381, cioè un tasso nominale del 3,81%
L'equazione di Fisher, invece, porta a calcolare 2% + 1,775% = 3,775% (trascurando l'ulteriore termine aggiuntivo 0,02 * 0,01775 = 0,000355, cioè 0,0355%) e chiamare tasso di interesse nominale tale quantità, asserendo in effetti che 3,775% è quasi uguale a 3,81%.
Al tasso d'interesse nominale del 3.81% per anno, il valore del titolo risulta essere 107,84 £ per un valore nominale di 100 £. Nel caso di "tralascio" del fattore {\displaystyle r_{r}\pi } il prezzo risulta differente per 66 p. La transazione media nel mercato per simili titoli era di 10 milioni di sterline, quindi una differenza di 66 p risulta pari a 66,000 £ per transazione.

## Stime empiriche
Miskin ha studiato la relazione tra inflazione e tasso d'interesse. Le modifiche del tasso d'interesse a corto termine non riflettono i cambiamenti del tasso d'inflazione atteso, come proposto dalla teoria dell'effetto di Fisher. A lungo termine l'inflazione e il tasso d'interesse seguono il medesimo trend.
Sun e Phillips trovano che anche a lungo termine l'effetto di Fisher non è valevole. La formula di Fisher può essere sempre utilizzata ex post ma si tratta allora di una definizione del tasso d'interesse reale.
Si concorda oggi che l'equazione di Fisher non è un modello adeguato per spiegare il tasso di interesse nominale. In particolare, non tiene conto del rischio di insolvenza come nel caso dei titoli greci o portoghesi.
Comparando il rendimento di un'obbligazione con tasso d'interesse indicizzato sul tasso d'inflazione con quello di un'obbligazione classica si può dedurre il tasso d'inflazione atteso. Questi risultati rivelano l'esistenza di altri fattori nella determinazione del tasso di interesse.